# Baruj Benacerraf
Baruj Benacerraf, född 29 oktober 1920 i Caracas i Venezuela, död 2 augusti 2011 i Jamaica Plain i Massachusetts, var en venezuelansk-amerikansk immunolog. Han tilldelades Nobelpriset i fysiologi eller medicin 1980 för upptäckten av gener som styr det större histokompatibilitetskomplexet (major histocompatibility complex) och dess funktion, som är viktiga för immunsystemets distinktion mellan jag och icke-jag". Priset delades med kollegorna Jean Dausset och George Davis Snell.

## Biografi
Benacerraf föddes av marockanska judiska föräldrar. Hans far var textilhandlare och hans bror är filosofen Paul Benacerraf. Benacerraf flyttade 1925 till Paris från Venezuela med sin familj. Efter att ha återflyttat till Venezuela emigrerade han till USA 1940. Samma år började han studera på Lycée Français de New York, där han tog fransk studentexamen, det vill säga Baccalauréat. År 1942 tog han kandidatexamen vid Columbia University School of General Studies. Han disputerade sedan för doktorsexamen vid Medical College of Virginia, det enda lärosäte där han accepterades som jude. Kort efter att han börjat läkarutbildningen blev han amerikansk medborgare.
Ur sin Nobelsjälvbiografi citerar Benacerraf: 
"Vid den tiden hade jag valt att studera biologi och medicin, istället för att gå in i familjeföretaget, som min far skulle ha velat. Jag insåg dock inte att antagning till Medical School var ett formidabelt åtagande för någon med min etniska och utländska bakgrund i USA 1942. Trots ett utmärkt akademiskt förflutet vid Columbia nekades jag tillträde av de många medicinska skolor jag ansökte till och skulle ha funnit det omöjligt att studera medicin utan vänligheten och stödet från George W. Bakeman, far till en nära vän, som då var assistent till chefen för Medical College of Virginia i Richmond. Bakeman fick reda på mina svårigheter och såg till att jag blev intervjuad och antagen till en av de två återstående platserna i Freshmanklassen."

## Karriär
Efter sin medicinska praktik i US Army Service 1945–1948 och arbete på militärsjukhuset i Nancy i Frankrike blev Benacerraf forskare vid Columbia University College of Physicians and Surgeons 1948–1950. Han forskade i Paris 1950–1956, flyttade till New York University 1956–1968, flyttade till National Institutes of Health 1968–1970 för att sedan gå vidare till Harvard University medical school i Boston 1970–1991 där han blev professor i jämförande patologi och samtidigt tjänstgjorde vid Dana-Farber Cancer Institute 1980. Han började studera allergier 1948 och upptäckte på 1960-talet Ir-generna (immunsvar) som styr transplantationsavstötning. Inräknat en mängd olika utgåvor är Benacerraf författare till över 300 böcker och artiklar.
På Columbia University fick Benacerraf sin start inom immunologi med Elvin A. Kabat. Han tillbringade två år där med att arbeta med experimentella överkänslighetsmekanismer. Han flyttade sedan till Paris av familjeskäl och accepterade en tjänst i Bernard Halperns laboratorium vid Hôpital Broussais. Här bildade han också en nära relation med en ung italiensk forskare, Guido Biozzi. I sex år arbetade han med reticuloendothelial funktion i förhållande till immunitet. Efter sex år återvände Benacerraf till USA eftersom han inte kunde driva sitt eget oberoende laboratorium i Frankrike. I USA utvecklade han eget laboratorium i New York och återgick till att studera överkänslighet. Här arbetade han med flera andra immunologer inom olika områden av överkänslighet. Efter att ha arbetat i sitt laboratorium i New York började han engagera sig i utbildning av nya forskare, men fortsatte samtidigt att ägna sig åt sina laboratoriemetoder, istället för familjeföretaget. Vid den här tiden gjorde han också upptäckten som skulle leda ända fram till Nobelpriset. Han märkte att om antigener (något som orsakar en reaktion med immunsystemet) injicerades i djur med liknande arvsanlag, uppstod två grupper: responders och icke-responders. Han genomförde sedan ytterligare studier och fann att de dominerande autosomala generna, som kallas immunsvarsgenerna, bestämde svaret på vissa antigener. Denna komplexa process skulle leda till förståelse för hur dessa gener skulle bestämma immunsvar.
Benacerrafs upptäckt gäller fortfarande, och fler har upptäckts under det senaste århundradet. Mer än 30 gener har upptäckts i ett genkomplex som kallas det stora histokompatibilitetskomplexet. Detta är en komplex del av DNA som styr immunsvaret. Denna forskning har också lett till att bättre förstå autoimmuna sjukdomar som multipel skleros och reumatoid artrit.

## Utmärkelser
- Nobelpriset i fysiologi eller medicin, med  Jean Dausset och George D. Snell,  1980[6][7]
- Hedersdoktor vid Columbia University,  1985
- National Medal of Science,  1990
- Hedersdoktor vid Bordeaux-II-universitetet,  25 juli 1991[8]
- Hedersdoktor vid Harvard University,  1992
- Hedersdoktor vid Wiens universitet,  1995[4]
- Fellow of the American Academy of Arts and Sciences

[Redigera Wikidata]